# Adrián Aldrete
Adrián Alexéi Aldrete Rodríguez (Guadalajara, Jalisco, 14 de junio de 1988) es un exfutbolista mexicano que jugaba como lateral o interior por izquierda.
Pertenece a la denominada "Generación Dorada" de futbolistas mexicanos que consiguió el campeonato de la Copa Mundial de Fútbol Sub-17 de 2005.

## Trayectoria

### Futbolista
Su inicio en el fútbol se da con su llegada a las fuerzas básicas de Morelia. Después de la buena actuación que tuvo en la Copa Mundial de Fútbol Sub-17 de 2005, estuvo a prueba en las filas del Fútbol Club Barcelona, pero a los pocos días regresó a México.

#### Dorados
De cara al Clausura 2006 fue cedido a Dorados de Sinaloa. Con el Gran pez debutó en la Primera División de México el 21 de enero de 2006, enfrentando a Atlante en el Estadio Azteca, en partido correspondiente a la Jornada 1 del Clausura 2006; fue titular y el partido finalizó 0-0.  
Jugó en total siete partidos con Dorados, tres de titular y anotó un autogol ante Morelia el 25 de marzo (3-3 Jornada 12); también tuvo participación en la Primera División 'A', al registrar dos partidos con Dorados de Tijuana, filial del cuadro sinaloense en la División de Plata.
Al concluir el semestre, Dorados descendió a la Primera División 'A'. 

#### Morelia
Retornó a Morelia en el Apertura 2006. Su primer partido con el equipo fue en contra de Atlante el 5 de agosto de 2006. 
Jugó su primer partido internacional el 25 de julio de 2007, en la SuperLiga Norteamericana, en el empate de 1-1 entre D.C. United y Morelia. 
El 30 de enero de 2010, en la Jornada 3 del Bicentenario 2010, Morelia venció 0-2 a  San Luis FC en el Estadio Alfonso Lastras Ramírez con goles de Miguel Sabah y Aldrete, este de tiro libre.  
Fue Subcampeón de Liga en el Clausura 2011, luego de caer por la mínima ante los Pumas de la UNAM (Estadio Morelos 1-1 y Estadio Olímpico Universitario 2-1). 
El 13 de septiembre de 2011 anotó su primer gol en una competencia internacional, fue a LA Galaxy en la Liga de Campeones de la Concacaf; Morelia ganó 2-1 en el Estadio Morelos.

#### Club América
En mayo de 2012 se oficializó su traspaso al Club América. 
Debutó con las Águilas el 21 de julio de 2012, en el empate de 0-0 en contra del Club de Fútbol Monterrey en el Estadio Tecnológico. El 26 de mayo de 2013 consiguió el campeonato de liga cuando el América venció en tanda de penales 4-2 a Cruz Azul, luego de empatar en el marcador global (Estadio Azul 1-0 y Estadio Azteca 2-1). 

#### Santos Laguna
El 14 de mayo de 2014, se dio a conocer que a partir del Apertura 2014, jugaría con el Club Santos Laguna. 
Consiguió el título de la Copa México Apertura 2014 el 4 de noviembre, cuando Santos derrotó al Club Puebla en tanda de penales (el partido había finalizado 2-2). Obtuvo el título de Liga cuando los Alviverdes derrotaron en la final del Clausura 2015 a Querétaro FC por marcador global de 5-3 (Estadio Corona TSM 5-0 y Estadio Corregidora 3-0). Fue elegido para formar parte del once ideal del torneo. 

#### Cruz Azul
El 9 de junio de 2016, la Máquina Celeste de Cruz Azul anunció la incorporación de Aldrete. 
Fue Campeón en el Clausura 2021, logrando así el noveno campeonato de Liga MX en la historia de la Máquina Celeste (no eran campeones desde el Invierno 1997).

#### Último club y retiro
En junio de 2022 fue presentado como nuevo refuerzo de los Pumas de la UNAM.
Al finalizar el Clausura 2024 no renovó contrato con los Pumas, por lo que quedó como agente libre. El 2 de octubre de 2024 anunció su retiro. 

## Clubes

### Futbolista
| Club                        | País   | Año           |
| --------------------------- | ------ | ------------- |
| Morelia                     | México | Apertura 2005 |
| Dorados de Sinaloa          | México | Clausura 2006 |
| Dorados de Tijuana (Cárnet) | México | Clausura 2006 |
| Morelia                     | México | 2006-2012     |
| Morelia A (Cárnet)          | México | Apertura 2006 |
| Club América                | México | 2012-2014     |
| Club Santos Laguna          | México | 2014-2016     |
| Cruz Azul                   | México | 2016-2022     |
| UNAM                        | México | 2022-2024     |

### Estadísticas
Actualizado al último partido jugado el 15 de abril de 2024.
| Dorados de Sinaloa · México |               |               |     |    |    |    |    |     |     |    |
| 1.ª | 2005-06       | 7             | 0   | -  | -  | -  | -  | 7   | 0   |    |
| Total club | Total club    | 7             | 0   | 0  | 0  | 0  | 0  | 7   | 0   |    |
| Morelia · México |               |               |     |    |    |    |    |     |     |    |
| 1.ª | 2006-07       | 25            | 0   | -  | -  | -  | -  | 25  | 0   |    |
| 1.ª | 2007-08       | 36            | 0   | 3  | 0  | 3  | 0  | 42  | 0   |    |
| 1.ª | 2008-09       | 24            | 0   | 4  | 0  | -  | -  | 28  | 0   |    |
| 1.ª | 2009-10       | 29            | 1   | -  | -  | 2  | 0  | 31  | 1   |    |
| 1.ª | 2010-11       | 38            | 3   | -  | -  | 4  | 0  | 42  | 3   |    |
| 1.ª | 2011-12       | 33            | 0   | -  | -  | 6  | 1  | 39  | 1   |    |
| Total club | Total club    | 185           | 4   | 7  | 0  | 15 | 1  | 207 | 5   |    |
| Club América · México |               |               |     |    |    |    |    |     |     |    |
| 1.ª | 2012-13       | 34            | 0   | 6  | 0  | -  | -  | 40  | 0   |    |
| 1.ª | 2013-14       | 31            | 0   | -  | -  | 3  | 0  | 34  | 0   |    |
| Total club | Total club    | 65            | 0   | 6  | 0  | 3  | 0  | 74  | 0   |    |
| Club Santos Laguna · México |               |               |     |    |    |    |    |     |     |    |
| 1.ª | 2014-15       | 35            | 1   | 11 | 0  | -  | -  | 46  | 1   |    |
| 1.ª | 2015-16       | 18            | 0   | -  | -  | 3  | 0  | 21  | 0   |    |
| Total club | Total club    | 53            | 1   | 11 | 0  | 3  | 0  | 67  | 1   |    |
| Cruz Azul · México |               |               |     |    |    |    |    |     |     |    |
| 1.ª | 2016-17       | 29            | 2   | 5  | 1  | 0  | 0  | 34  | 3   |    |
| 1.ª | 2017-18       | 30            | 2   | 7  | 0  | 0  | 0  | 37  | 2   |    |
| 1.ª | 2018-19       | 40            | 1   | 7  | 1  | 0  | 0  | 47  | 2   |    |
| 1.ª | 2019-20       | 24            | 1   | 1  | 0  | 2  | 0  | 27  | 1   |    |
| 1.ª | 2020-21       | 35            | 1   | -  | -  | 4  | 0  | 39  | 1   |    |
| 1.ª | 2021-22       | 22            | 0   | -  | -  | 5  | 0  | 27  | 0   |    |
| Total club | Total club    | 180           | 7   | 20 | 2  | 11 | 0  | 211 | 9   |    |
| UNAM · México |               |               |     |    |    |    |    |     |     |    |
| 1.ª | 2022-23       | 18            | 1   | -  | -  | -  | -  | 18  | 1   |    |
| 1.ª | 2023-24       | 32            | 0   | -  | -  | 3  | 0  | 35  | 0   |    |
| Total club | Total club    | 50            | 1   | 0  | 0  | 3  | 0  | 53  | 1   |    |
| Total carrera | Total carrera | Total carrera | 537 | 13 | 44 | 2  | 35 | 1   | 615 | 16 |
| (1)Incluye datos de la Copa México, InterLiga (2008, 2009) y Campeón de Campeones (2014-15) (2)Incluye datos de la SuperLiga Norteamericana (2007, 2010), Concacaf Liga de Campeones (2011-12, 2013-14, 2015-16) y Copa Libertadores de América (2010) y Leagues Cup (2023) |               |               |     |    |    |    |    |     |     |    |

#### Resumen
|                            | Partidos | Goles |
| -------------------------- | -------- | ----- |
| Primera División de México | 310      | 5     |
| Copas nacionales           | 24       | 0     |
| Copas internacionales      | 21       | 1     |
| Primera División 'A'       | 4        | 0     |
| Selección Sub-17 de México | 5        | 0     |
| Selección Sub-20 de México | 8        | 0     |
| Selección Sub-21 de México | 3        | 0     |
| Selección de México        | 20       | 0     |
| Total                      | 395      | 6     |

## Selección nacional

### Sub-17
Aldrete formó parte del plantel que conquistó la Copa Mundial de Fútbol Sub-17 de 2005 celebrada en Perú, bajo las órdenes del entrenador Jesús Ramírez. 
| Mundial | Sede | Resultado | Partidos | Goles |
| ------- | ---- | --------- | -------- | ----- |
| Sub-17  | Perú | Campeón   | 5        | 0     |

| Fecha            | Estadio                         | Encuentro      | Resultado    |
| ---------------- | ------------------------------- | -------------- | ------------ |
| 16 de septiembre | Estadio Nacional del Perú, Lima | Fecha 1        | 0-2          |
| 19 de septiembre | Estadio Nacional del Perú, Lima | Fecha 2        | 3-0          |
| 25 de septiembre | Estadio Miguel Grau, Piura      | 4tos. de final | 1-3 (a.e.t.) |
| 29 de septiembre | Estadio Elías Aguirre, Chiclayo | Semifinal      | 4-0          |
| 2 de octubre     | Estadio Nacional del Perú, Lima | Final          | 3-0          |

### Sub-20
En enero de 2007, fue citado por Jesús Ramírez para asistir al Campeonato Sub-20 de la Concacaf que se disputaría en Culiacán, Sinaloa. México logró acceder al mundial de la especialidad luego de vencer a San Cristóbal y Nieves (2-0), a Jamaica (2-0) y tras empatar con Costa Rica (1-1).  
Fue convocado por Jesús Ramírez para acudir a la Copa Mundial de Fútbol Sub-20 de 2007 en Canadá. Dentro del torneo, jugó los 5 partidos que sostuvo el representativo nacional.   
| Certamen       | Sede   | Resultado        | Partidos | Goles |
| -------------- | ------ | ---------------- | -------- | ----- |
| Mundial Sub-20 | Canadá | Cuartos de final | 5        | 0     |

| Fecha       | Estadio                                | Encuentro      | Resultado |
| ----------- | -------------------------------------- | -------------- | --------- |
| 2 de julio  | Estadio Nacional, Toronto              | Fecha 1        | 0-3       |
| 5 de julio  | Estadio Nacional, Toronto              | Fecha 2        | 2-1       |
| 8 de julio  | Estadio de la Mancomunidad, Edmonton   | Fecha 3        | 1-2       |
| 12 de julio | Estadio Olímpico de Montreal, Montreal | 8vos. de final | 3-0       |
| 15 de julio | Estadio Nacional del Perú, Lima        | 4tos. de final | 1-0       |

### Sub-21
En el 2006, con 18 años, Aldrete fue el integrante más joven que integró el equipo que participó en los XX Juegos Centroamericanos y del Caribe que se disputaron en Colombia. En la fase de grupos, México derrotó a Cuba (0:1) y perdió ante Venezuela (0:1), con lo que le vasto para avanzar a cuartos de final en donde fueron derrotados por Honduras (1:3).

### Sub-23
Fue convocado por Hugo Sánchez para participar en la concentración de cara al Preolímpico de Concacaf de 2008, pero terminó fuera de la lista definitiva.  

### Absoluta
Bajo la dirección técnica de Hugo Sánchez, debutó con la Selección mayor de México el 22 de agosto de 2007, en un partido amistoso ante Colombia en Dick's Sporting Goods Park (Commerce City, Colorado). Aldrete jugó los 90 minutos y el conjunto sudamericano ganó 0-1. 
Después de jugar algunos partidos amistosos con el Tricolor durante el 2008, regresó a las convocatorias en el 2010, durante el proceso del "Vasco" Javier Aguirre previo a la Copa Mundial de la FIFA 2010, pero quedó fuera de la lista definitiva para acudir a Sudáfrica 2010.
Fue convocado por el "Chepo" José Manuel de la Torre para jugar la Copa de Oro de la Concacaf 2013. 
El 20 de octubre de 2013 fue citado por el "Piojo" Miguel Herrera, director técnico del Club América (equipo donde jugaba) y del conjunto Tricolor, para participar en los entrenamientos rumbo a los partidos de reclasificación para asistir a la Copa Mundial de Fútbol de 2014 ante Nueva Zelanda. Permaneció en la banca en ambos encuentros.  
Un año después volvió a ser considerado por Herrera, esta vez para una gira por Europa. El 12 de noviembre disputó el partido ante Países Bajos, el marcador final fue de 2-3 a favor de México, Aldrete tuvo una buena actuación, destacando el duelo personal que tuvo con Arjen Robben.  
Fue convocado para disputar la Copa América 2015.  Formó parte del Once ideal de la Fecha 1 de la copa.  Sufrió un esguince de segundo grado en el tobillo derecho ante la selección de Chile y se perdió la última Fecha. 
|                    | PJ | Minutos | Goles | Asistencias | Periodo   |
| ------------------ | -- | ------- | ----- | ----------- | --------- |
| Selección mexicana | 20 | 1,534   | 0     | 2           | 2007-2016 |

| Fecha                   | Rival             | Estadio                                            | Resultado | Competencia                     |
| ----------------------- | ----------------- | -------------------------------------------------- | --------- | ------------------------------- |
| 22 de agosto de 2007    | Venezuela         | Dick's Sporting Goods Park, Commerce City          | 0-1       | Amistoso                        |
| 16 de abril de 2008     | China             | CenturyLink Field, Seattle                         | 1-0       | Amistoso                        |
| 4 de junio de 2008      | Argentina         | Qualcomm Stadium, San Diego                        | 1-4       | Amistoso                        |
| 8 de junio de 2008      | Perú              | Soldier Field, Chicago                             | 4-0       | Amistoso                        |
| 25 de marzo de 2010     | Islandia          | Bank of America Stadium, Charlotte                 | 0-0       | Amistoso                        |
| 10 de mayo de 2010      | Senegal           | Soldier Field, Chicago                             | 1-0       | Amistoso                        |
| 13 de mayo de 2010      | Angola            | Reliant Stadium, Houston                           | 1-0       | Amistoso                        |
| 4 de septiembre de 2011 | Chile             | Estadio Cornellà-El Prat, Barcelona                | 1-0       | Amistoso                        |
| 16 de octubre de 2012   | El Salvador       | Estadio Corona TSM, Torreón                        | 2-0       | Eliminatoria                    |
| 7 de julio de 2013      | Panamá            | Estadio Rose Bowl, Pasadena                        | 1-2       | Copa de Oro de la Concacaf 2013 |
| 11 de julio de 2013     | Canadá            | CenturyLink Field, Seattle                         | 2-0       | Copa de Oro de la Concacaf 2013 |
| 14 de julio de 2013     | Martinica         | Invesco Field at Mile High, Denver                 | 1-3       | Copa de Oro de la Concacaf 2013 |
| 20 de julio de 2013     | Trinidad y Tobago | Georgia Dome, Atlanta                              | 1-0       | Copa de Oro de la Concacaf 2013 |
| 24 de julio de 2013     | Panamá            | AT&T Stadium, Arlington                            | 1-2       | Copa de Oro de la Concacaf 2013 |
| 12 de noviembre de 2014 | Países Bajos      | Ámsterdam Arena, Ámsterdam                         | 2-3       | Amistoso                        |
| 31 de marzo de 2015     | Paraguay          | Arrowhead Stadium, Kansas City                     | 1-0       | Amistoso                        |
| 7 de junio de 2015      | Brasil            | Allianz Parque, São Paulo                          | 2-0       | Amistoso                        |
| 12 de junio de 2015     | Bolivia           | Estadio Sausalito, Viña del Mar                    | 0-0       | Copa América 2015               |
| 15 de junio de 2015     | Chile             | Estadio Nacional Julio Martínez Prádanos, Santiago | 3-3       | Copa América 2015               |
| 11 de octubre de 2016   | Panamá            | Toyota Park, Chicago                               | 1-0       | Amistoso                        |

#### Participaciones en fases finales
| Competencia                                | Categoría | Sede                                 | Resultado        | Partidos | Goles |
| ------------------------------------------ | --------- | ------------------------------------ | ---------------- | -------- | ----- |
| Copa Mundial de Fútbol Sub-17 de 2005      | Sub-17    | Perú                                 | Campeón          | 5        | 0     |
| Torneo Sub-20 de la Concacaf 2007          | Sub-20    | México                               | Clasificado      | 3        | 0     |
| Copa Mundial de Fútbol Sub-20 de 2007      | Sub-20    | Canadá                               | 4tos. de final   | 5        | 0     |
| XX Juegos Centroamericanos y del Caribe    | Sub-21    | Colombia                             | Cuartos de final | 3        | 0     |
| Clasificación para la Copa Mundial de 2014 | Absoluta  | Norteamérica, Centroamérica y Caribe | Cuarto lugar *   | 1        | 0     |
| Copa de Oro de la Concacaf 2013            | Absoluta  | Estados Unidos                       | Semifinal        | 5        | 0     |
| Copa América 2015                          | Absoluta  | Chile                                | Fase de grupos   | 2        | 0     |

* México accedió a la Copa Mundial de Fútbol de 2014 en Brasil, luego de vencer a Nueva Zelanda en la reclasificación.

## Palmarés

### Campeonatos nacionales
| Categoría                  | Título                       | Club               | País   |
| -------------------------- | ---------------------------- | ------------------ | ------ |
| Primera División de México | Clausura 2013                | Club América       | México |
| Copa México                | Copa México Apertura 2014    | Club Santos Laguna | México |
| Primera División de México | Clausura 2015                | Club Santos Laguna | México |
| Primera División de México | Campeón de Campeones 2014/15 | Club Santos Laguna | México |
| Copa México                | Copa México Apertura 2018    | Cruz Azul          | México |
| Copa México                | Supercopa de México 2018-19  | Cruz Azul          | México |
| Primera División de México | Clausura 2021                | Cruz Azul          | México |
| Primera División de México | Campeón de Campeones 2020-21 | Cruz Azul          | México |

### Campeonato internacional
| Título                                | Club                      | Sede | Año  |
| ------------------------------------- | ------------------------- | ---- | ---- |
| Copa Mundial de Fútbol Sub-17 de 2005 | Selección Mexicana Sub-17 | Perú | 2005 |

### Logros individuales
| Distinción                                  | Torneo            |
| ------------------------------------------- | ----------------- |
| Once Ideal de la Primera División de México | Clausura 2015     |
| Once Ideal de la Fecha 1 de la Copa América | Copa América 2015 |